# O'Neill Sebastian Inlet Pro
Le O'Neill Sebastian Inlet Pro, actuellement[Quand ?] présenté par la chaîne de magasins Ron Jon Surf Shop (en), a donné le coup d'envoi du calendrier international professionnel de surf World Qualifying Series les cinq dernières années[Quand ?]. Il s'agit d'un 4 étoiles WQS organisé sur la Space Coast, en Floride, et c'est, selon Go211, « la plus grande et la plus prestigieuse compétition de surf de la Côte est des États-Unis », l'édition 2008 attirant 24 000 spectateurs. 

## Historique
Parmi les vainqueurs on note Kelly Slater en 2005, la saison où il a remporté son septième titre mondial, C. J. Hobgood (2007) et Patrick Gudauskas (2008). 
Le vainqueur 2009 est le tenant du titre WQS 2008, l'américain Nathaniel Curran.

## Édition 2009
| Place | Surfeur          | Nationalité | Points |
| ----- | ---------------- | ----------- | ------ |
| 1     | Nathaniel Curran | États-Unis  | 15.43  |
| 2     | Aaron Cormican   | États-Unis  | 15.07  |
| 3     | Blake Jones      | États-Unis  | 11.80  |
| 4     | Cory Lopez       | États-Unis  | 10.60  |